# 古氏藍唇魚
古氏藍唇魚，為輻鰭魚綱鱸形目隆頭魚亞目隆頭魚科的其中一種，被IUCN列為易危保育類動物，分布於澳洲南部海域，棲息深度5-65公尺，體長可達175公分，棲息在岩石底質的大陸棚，以甲殼類、魚類、海星、軟體動物等為食，生活習性不明，可做為食用魚。